# Léon Dumont
Léon Dumont (1837–1876) – francuski filozof. Zaczął od studiowania Hamiltona, propagował darwinizm i teorię ewolucji.

## Dzieła
- Des causes du rire (1862)
- Jean Paul et sa poétique (1862)
- Théorie de l'évolution en Allemagne (1873)
- Théorie Scientifique de la Sensibilité (1875)
- La théorie de la sensibilité (1876)